# Castillo de Puigreig
El castillo de Puig-reig está situado en una pequeña colina, en la provincia de Barcelona junto al río Llobregat, a levante y el pueblo de Puig-reig al sur, declarado Bien Cultural de Interés Nacional. Cerca del castillo está la iglesia románica de San Martín del siglo XII.

## Descripción
Es una construcción militar medieval, que durante los siglos XVII y XVIII fue habilitada como masía. El aparato es regular y formado por sillares colocados a soga en las partes bajas de la casa. Los muros que la rodean son testimonio de su antigüedad. El edificio está cubierto a doble vertiente con la cumbrera paralela a la fachada principal, orientada a poniente. La estructura medieval del castillo se perdió cuando fue habilitado como masía en el siglo XVII.
Son visibles restos de muros del siglo XII sobre la antigua iglesia, una parte de los cuales fueron aprovechados para un casal tardío. Guarda el antiguo portal de acceso al recinto del castillo.

## Historia
El castillo, situado en el condado de Berga, fue uno de los puntos más avanzados de la repoblación por el lado del Llobregat que se inició el año 798 cuando Ludovico Pío de Aquitania encargó la organización de la Marca Hispánica. El rey encargó al conde Borrell el empleo de Casserres, Cardona, Osona y otros lugares abandonados, plazas fuertes que se juntaron con otras pequeñas fortalezas para constituir una línea fortificada a lo largo de los ríos Llobregat y Cardener. El castillo de Puig-reig fue uno de los puntos de esta línea de frontera, por cuanto el castillo ya estaba construido a finales del siglo IX. La primera referencia documental, sin embargo, es del año 907 al consagrar la iglesia de San Martín ( in castro quedamos vocitato Pugo Regis). Detrás la organización militar se produjo la religiosa y parroquial.
El año 974 se menciona Olivar, vicario del castillo. El año 984, una donación particular de tierras se hace sin impedimento del vicario del castillo. Por lo tanto, en Puig-reig ya existía un castillo fronterizo que incluía Fonollet, la Lladernosa, el Valle de Merola y el término de Puig-reig. Al término del castillo (siglos X y XI) tenían grandes propiedades los condes de Cerdaña , los de Barcelona, los del monasterio de Ripoll y también la familia vizcondal del Bergadá que, a partir del siglo XII fue señora de todo el castillo y término de Puig-reig y reconstruyó la fortaleza, defendida por el mismo río Llobregat y los tres niveles de muralla que encerraban un gran recinto dentro del cual se formó, en el siglo XIII la ciudad de Puig-reig.

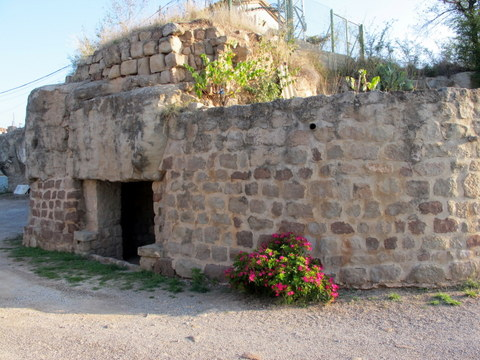
Castillo de Puigreig (octubre de 2012).

El vizconde Guillem de Bergadá, antes de morir, cedió masías del término del castillo a la orden militar del Temple (1182-1183), iniciativa que fue seguida por otros hombres piadosos del término. En este testamento dejaba como heredero de todos sus bienes a su hijo, el trovador Guilhem de Berguedan, quien, al testar, en 1187, lo dejó a los templarios el castillo de Puig-reig con su término y Fonollet. A pesar del testamento, su hermano Ramón de Bergadá, en 1199, vendió al rey Pedro II de Aragón el castillo de Puig-reig y todo el vizcondado, a cambio de una renta vitalicia. De hecho, el testamento del trovador no fue confirmado hasta el 1231 por el rey Jaime I de Aragón, el cual, además, confirmó y clarificó el dominio de los templarios. Puig-reig se convirtió en un punto clave para organizar los dominios de la orden en el norte de Cataluña. En 1239, los comendadores del Bergadá y de la Cerdaña lo eran también de Puig-reig como casa independiente, una encomienda rural importante donde hubo que construir un nuevo edificio fortificado adecuado a la gran explotación agropecuaria de los monjes-caballeros: fue el edificio conocido hoy con el nombre de más Periques. También construyeron el puente que todavía hoy atraviesa el río Llobregat.

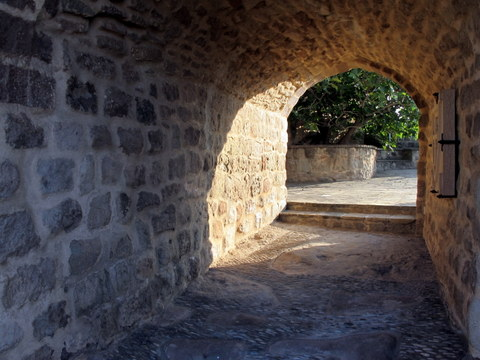
Castillo de Puigreig (octubre de 2012).

Los templarios habían heredado el sistema de contribuciones llamado de usos. El año 1281 los templarios otorgaron una carta de franquicias a los habitantes del castillo y de la ciudad de Puig-reig con la intención de estimular su poblamiento, y eximiendo a los nuevos y antiguos pobladores de los malos usos  señoriales de «exorquia», «cugucia», «intestia» y «remença personal». Debido probablemente de dificultades económicas, el año 1300 se autorizó la venta a carta de gracia del castillo de Puig-reig, pero finalmente no se efectuó. El año 1312, la orden del Temple fue disuelta y sus dominios pasaron a la orden militar del Hospital. La encomienda de Puig-reig, y todos los bienes, quedó incorporada como priorato a la casa de Cervera de los hospitalarios.
Los comendadores residieron poco en el castillo y delegaban las funciones administrativas. Fueron alcaldes de los templarios los Sescomes, señores de la casa de Sescomes, que más tarde también el administraron bajo los hospitalarios. De esta importante familia de Puigreig, fue miembro destacado del arzobispo de Tarragona Arnau Sescomes; precisamente este personaje jugó un papel importante en la vida política catalana, fue consejero del rey Jaime II y jugó un papel destacado en la defensa de los templarios a raíz del proceso de disolución de la orden en Cataluña. En agradecimiento, en el año 1318 el castellano de Amposta, de los hospitalarios, le cedió los dominios de la antigua encomienda de Puig-reig con toda la jurisdicción y posesiones. Esta donación fue anulada el año 1342, cuando, los hospitalarios se lo repensaron debido a la importancia del sitio. Otro miembro conocido de esta familia fue Romeu Sescomes, obispo de Lérida (1361-1380) y presidente de la Diputación del General.
Los hospitalarios dominaban el castillo y todos los territorios de la encomienda, pero la crisis afectó el lugar, sobre todo en el siglo XV. El año 1485, el comendador declaró el castillo como recinto inhabitable y las rentas percibidas no cubrían los gastos de mantenimiento. Arrendada como masía, que en el siglo  XVII se llamó Mas Dodeny y en el siglo XVIII Mas Pellicer, nombres que figuran en los cabreos de la orden. En 1851 la orden fue definitivamente anulada y sus bienes secularizados.

## Arquitectura
Alrededor de la roca circular de la cima había una calle de circunvalación; a partir de ahí comenzaba la primera muralla que servía de defensa y de cimiento de las dependencias construidas encima. Un trozo más abajo, sobre rocas, se construyó la segunda muralla. Y bastante más abajo, la tercera muralla cerraba el vallado de todo el castillo. Un cabreo del 1722 menciona la existencia de un portal en el punto donde comenzaba la tercera muralla.
En la cima del castillo estaba la capilla prerrománica consagrada en el 907. En la calle de circunvalación las casas actuales siguen el mismo estilo de las murallas. Una de ellas conserva las cuatro fachadas originales. En el siglo XII se construyó la nueva iglesia entre la segunda y la tercera muralla. Tanto las murallas como los restos de casas que se conservan tienen un paramento constructivo similar. Bloques de piedra no muy grandes, muy desgastados, rejuntados con argamasa de cal y de disposición bastante regular. En parte, al menos, estas construcciones se pueden fechar entre los siglos X y XII.